# Антирходос
Постоји велики број градова који су у току историје потопљени због јаких земљотреса који су у неким случајевима изазвали цунамије, али такође разлог њиховог потапања могу бити и људске делатности(нпр. прављење вештачких језера у сврхе хидроцентрала).

## Клеопатрина палата
Клеопатра(од 51. до 30. п. н. е.) је била последња египатска краљица. Била је једнако позната по својој владавини као и по својој лепоти.Њена владавина се завршила самоубиством након смрти римског војсковође Марка Антонија.
Око 1990.  године  француски археолог Франк Годио је са својим тимом почео да истражује обалу Александрије близу које се према списима једног грчког историчара налазило острво Антирходос на коме се налазила Клеопатрина палата.

### Изглед
Палата је била симбол њене моћи и била је украшена великим бројем статуа,стубова и разних предмета.
Коначно 1998. године Франк Годио је са својим тимом пронашо Клеопатрину палату. Нашли су разне артефакте,статуе,грнчарију,новчиће,вазе... Укупно су до сада нашли 20.000 објеката.
Једна од најинтересантнијих је гранитна сфинга која је представљала Клеопатриног оца и која је чувала улаз малог храма. Такође нађена је једна велика камена глава за коју се сматра да представља главу Цезариона,сина Клеопатре и Јулија Цезара.

### Потапање палате
Научници верују да се пре око 1400 година у Египту догодио страшан земљотрес који је узроковао формирање цунамија. Цунами је погодио обалау Алксандрије и потопио остраво са све палатом.